# アメリカ合衆国海軍省
海軍省（かいぐんしょう、英語: Department of the Navy, DoN）は、1798年4月30日に連邦議会の法令に拠り設立され、アメリカ海軍および海兵隊の管理等を担当するアメリカ国防総省内の部局である。海軍長官が指揮を執る。

## 概要
国防総省の傘下にあり、海軍長官 (Secretary of the Navy, SECNAV) は国防長官の指揮監督下にあり、海軍用語で SECNAV と称する。海軍長官の下に海軍次官(Under Secretary of the Navy)が置かれる。さらに、その下には4名の海軍次官補(Assistant Secretaries of the Navy)が置かれている。
1947年に国家軍政省が設立されるまでは、戦争省と共に内閣を構成する省であった。国家軍政省は1949年に国防総省に改称され、海軍省は国防総省における一つの省となった。
軍政組織として、軍人の徴募及び文官の人事、編成、補給、装備、訓練、海軍の人材と資産の動員及び復員に対する責任を有し、軍艦、航空機、装備、施設の建造、需品、修理を監督する。オフィスの多くはワシントンD.C.に存在する。
おもにアメリカ海軍（艦隊）とアメリカ海兵隊、二つの対等な作戦部隊で構成される。非海上部門とも称される支援部門が存在し、造船所、基地、補給廠、学校などがある。戦時は沿岸警備隊が海軍省の管理下に移管されることがある。
海軍省の最高位の軍人は海軍作戦部長と海兵隊総司令官で、大統領及び海軍長官の海軍に関する主要な顧問として軍政に関して指揮監督するほか、統合参謀本部の構成員も務める。